# Contea di Gonzales
La contea di Gonzales (in inglese Gonzales County) è una contea dello Stato del Texas, negli Stati Uniti. La popolazione al censimento del 2010 era di 19 807 abitanti. Il capoluogo di contea è Gonzales.

## Storia
La contea è stata creata nel 1836 e organizzata l'anno successivo.

## Geografia fisica
Secondo l'Ufficio del censimento degli Stati Uniti d'America la contea ha un'area totale di 1070 miglia quadrate (2800 km²), di cui 1067 miglia quadrate (2760 km²) sono terra, mentre 3,2 miglia quadrate (8,3 km², corrispondenti allo 0,3% del territorio) sono costituiti dall'acqua.

### Contee adiacenti
- Fayette County (nord-est)
- Lavaca County (est)
- Dewitt County (sud-est)
- Karnes County (sud-ovest)
- Wilson County (sud-ovest)
- Guadalupe County (ovest)
- Caldwell County (nord-ovest)

## Società

### Evoluzione demografica
| Anno | Popolazione | ±%     |
| ---- | ----------- | ------ |
| 1850 | 1,492       |        |
| 1860 | 8,059       | 440.1% |
| 1870 | 8,951       | 11.1%  |
| 1880 | 14,840      | 65.8%  |
| 1890 | 18,016      | 21.4%  |
| 1900 | 28,882      | 60.3%  |
| 1910 | 28,055      | −2.9%  |
| 1920 | 28,438      | 1.4%   |
| 1930 | 28,337      | −0.4%  |
| 1940 | 26,075      | −8.0%  |
| 1950 | 21,164      | −18.8% |
| 1960 | 17,845      | −15.7% |
| 1970 | 16,375      | −8.2%  |
| 1980 | 16,883      | 3.1%   |
| 1990 | 17,205      | 1.9%   |
| 2000 | 18,628      | 8.3%   |
| 2010 | 19,807      | 6.3%   |

## Communities

### Cities
- Gonzales (county seat)
- Nixon (small part in Wilson County)
- Smiley
- Waelder

### Unincorporated communities
- Bebe
- Belmont
- Cost
- Harwood
- Leesville
- Monthalia
- Ottine
- Pilgrim
- Thompsonville
- Wrightsboro

### Ghost towns
- Albuquerque
- Cheapside

## Infrastrutture e trasporti

### Strade principali
- Interstate 10
- U.S. Highway 87
- U.S. Highway 90
- U.S. Highway 90 Alternate
- U.S. Highway 183
- State Highway 80
- State Highway 97
- State Highway 304